# William Child
William Child (ur. 16 czerwca 1606 lub 1607 w Bristolu, zm. 23 marca 1697 w Windsorze) – angielski kompozytor i organista.

## Życiorys
Edukację muzyczną odebrał w katedrze w Bristolu, przypuszczalnie pod kierunkiem Elwaya Bevina. W 1630 roku został sekretarzem kaplicy św. Jerzego na zamku w Windsorze, a w 1632 roku jednym z jej organistów. Był również organistą Chapel Royal w Londynie. Zwolniony z zajmowanych stanowisk podczas angielskiej wojny domowej, powrócił na nie w okresie Restauracji. W 1660 roku otrzymał tytuł Gentleman of the Chapel Royal i został przyjęty na członka zespołu King’s Private Musicians. W 1663 roku Uniwersytet Oksfordzki przyznał mu tytuł doktora.

## Twórczość
Był jednym z pionierów przeszczepienia na grunt angielski trendów stylistycznych kontynentalnej muzyki barokowej, przyczynił się także do odrodzenia kościelnej muzyki chóralnej po okresie rządów Cromwella. Skomponował 20 psalmów na trzy głosy i basso continuo (1639), około 16 services (część niekompletna), 13 motetów z basso continuo, 80 anthemów, a także kilka utworów świeckich.